# Tadamichi Kuribayashi
In deze Japanse naam is Kuribayashi de geslachtsnaam.
Tadamichi Kuribayashi (Japans: 栗林忠道 Kuribayashi Tadamichi) (prefectuur Nagano, 7 juli 1891 - Iwo Jima, circa 26 maart 1945), was een generaal in het Japans Keizerlijk Leger. Hij is vooral bekend om zijn rol als commandant van de Japanse troepen op het eiland Iwo Jima in de Tweede Wereldoorlog.

## Leven voor de oorlog
Tadamichi Kuribayashi werd geboren in de prefectuur Nagano, in de regio Chubu. Hij was de vijfde generatie van een familie van samoerai die zes keizers had gediend en hij droeg deze traditie met trots en volle toewijding.
Ondanks zijn ambities om journalist te worden, werd hij overtuigd door zijn leerkrachten om deel te worden van het Japans Keizerlijk Leger. In 1911 studeerde hij af aan de hogeschool te Nagano, waarna hij drie jaar een opleiding onderging aan de Japanse Keizerlijke Militaire Academie. Hij specialiseerde zich in ruiterij en zette deze discipline voort aan de cavalerieschool tot in 1918. In 1923 studeerde hij met grote onderscheiding af aan de Militaire Academie en kreeg hierbij een militair sabel, uitgereikt door keizer Taisho, omwille van zijn uitmuntende resultaten.
In 1928 werd hij vervangend militair attaché bij de Japanse ambassade in Washington D.C. De daaropvolgende twee jaar heeft hij vooral Amerika doorgereisd en zijn tijd gestoken in observaties en onderzoeken naar de Amerikaanse industriële ontwikkelingen. Verder was dit een gelegenheid om zijn Engels te oefenen in regio's als Buffalo, New York en de Amerikaanse Militaire Ruiterschool in Fort Bliss (Texas), waar hij de belangrijke tactieken van cavalerie leerde.
Kuribayashi was getrouwd met Yoshii Kuribayashi en had drie kinderen. Hij was enorm toegewijd aan zijn familie en allesbehalve tevreden dat het Japans beleid niet toeliet zijn vrouw en zoon mee te laten gaan naar Amerika. Regelmatig schreef hij hen brieven met gedetailleerde beschrijvingen van plaatsen die hij had gezien en mensen die hij had ontmoet.
Na een korte terugkeer naar Tokio werd hij gepromoveerd naar de rang van majoor en kreeg hij in 1931 de status van Eerste Japanse Militair Attaché in Canada. Twee jaar later werd hij luitenant-kolonel en lid van het bureau militaire zaken van het oorlogsministerie.

## Tweede Wereldoorlog
In december 1941 kreeg Kuribayashi de functie van stafchef van het 23e leger van Japan tijdens de Invasie van Hong Kong en werd twee jaar nadien aangewezen als luitenant-generaal en commandant van de 2e Keizerlijke Garde.
In 1944 werd hij uitgekozen door keizer Hirohito en premier Hideki Tojo om de strategische verdediging van de Bonin-eilanden, waaronder Iwo Jima en Chichi Jima uit te stippelen. Hij moest zich vooral concentreren op het eiland Iwo Jima dat een belangrijke strategische ligging had. Bewust dat dit geen simpele taak zou worden en er heel wat druk op zijn schouders werd gelegd, vertrok hij op 8 juni naar Iwo Jima. Voordat Kuribayashi overvloog naar Iwo Jima, kreeg hij de eer om Hirohito persoonlijk te begroeten, die hem de boodschap meegaf dat de Amerikanen koste wat kost gestopt moesten worden. Deze ontmoeting was zelfs voor een samoerai een zeer zeldzame gebeurtenis. Omwille van zijn training, discipline en trouw aan de keizer was Hirohito ervan overtuigd dat Kuribayashi de juiste man was om Japan te redden van schande, invasie en een nederlaag. Op Iwo Jima was hij de commandant van de Ogasawara-legergroep, die vooral bestond uit militairen van de 109e divisie.

## Dood
Bij de slag om Iwo Jima overleefden slechts 214 van de ruim 21.000 Japanners die deelnamen aan de strijd. Ook Tadamichi Kuribayashi stierf, maar de manier waarop is onbekend. Zijn lichaam is nooit gevonden.

## Militaire loopbaan
- Tweede luitenant (少尉 Shōi), Japanse Keizerlijke Leger: mei 1911
- Eerste luitenant (中尉 Chūi), Japanse Keizerlijke Leger: juli 1918
- Kapitein (大尉 Taii), Japanse Keizerlijke Leger: augustus 1923
- Majoor (少佐 Shōsa), Japanse Keizerlijke Leger: maart 1930
- Luitenant-kolonel (中佐 Shūsa), Japanse Keizerlijke Leger: augustus 1933
- Kolonel (大佐 Taisa), Japanse Keizerlijke Leger: 2 augustus 1937[4]
- Generaal-majoor (少将 Shōshō), Japanse Keizerlijke Leger: 9 maart 1940[4]
- Luitenant-generaal (中将 Chūjō), Japanse Keizerlijke Leger: 10 juni 1943[4]
- Generaal (大将 Taishō), Japanse Keizerlijke Leger: 17 maart 1945 (Postuum)[4]

## Onderscheidingen
- Grootlint van de Orde van de Rijzende Zon in 1967 (Postuum)[2]
- Orde van de Rijzende Zon met Gouden en Zilveren Ster
- Orde van de Rijzende Zon met Gouden Ster en Cravatte
- Grootlint van de Orde van de Heilige Schatten[2]
- Orde van de Heilige Schat, 1e Klasse[2]
- Orde van de Heilige Schat, 2e Klasse[2]